# Thomas Romeikat
Thomas Romeikat (* 14. September 1964) ist ein ehemaliger deutscher Fußballspieler.
Der Juniorennationalspieler Romeikat kam 1983 als 18-Jähriger aus der eigenen A-Jugend des TSV Bayer Leverkusen in die Profimannschaft. Zu dieser Zeit setzte der damalige Trainer Dettmar Cramer verstärkt auf eigene Nachwuchskräfte und holte neben Romeikat noch drei weitere hoffnungsvolle Talente in den Bundesligakader der Leverkusener.
Romeikat kam in der Saison 1983/84 allerdings nicht zurecht. Es blieb bei Einsätzen in der DFB-Nachwuchsrunde. So entschloss er sich zu einem Wechsel zu Rot-Weiß Oberhausen in die 2. Bundesliga. Doch auch dort schaffte der gelernte Abwehrspieler den Durchbruch nicht, kam lediglich zu zwei Einsätzen und kehrte nach nur einer Saison dem Verein wieder den Rücken. Er spielte fortan im Amateurfußball.